# スペースX CRS-11
SpX-11としても知られるスペースX CRS-11は、2017年6月3日に打ち上げられた国際宇宙ステーションへの商業補給サービスミッション。このミッションは、NASAの商業補給サービス計画の一環として、NASAとの契約に基づきスペースXが打ち上げたものでファルコン9ロケットを使用するとともに、CRS-4ミッションで以前に飛行したCRSドラゴン貨物機であるC106の、初めての再使用となった。
CRS-11は、国際宇宙ステーションへの補給を目的とした商業補給サービス契約に基づきスペースXが受注した最初の12ミッションのうちの最後から2番目のミッションである。

## ロケットと宇宙船

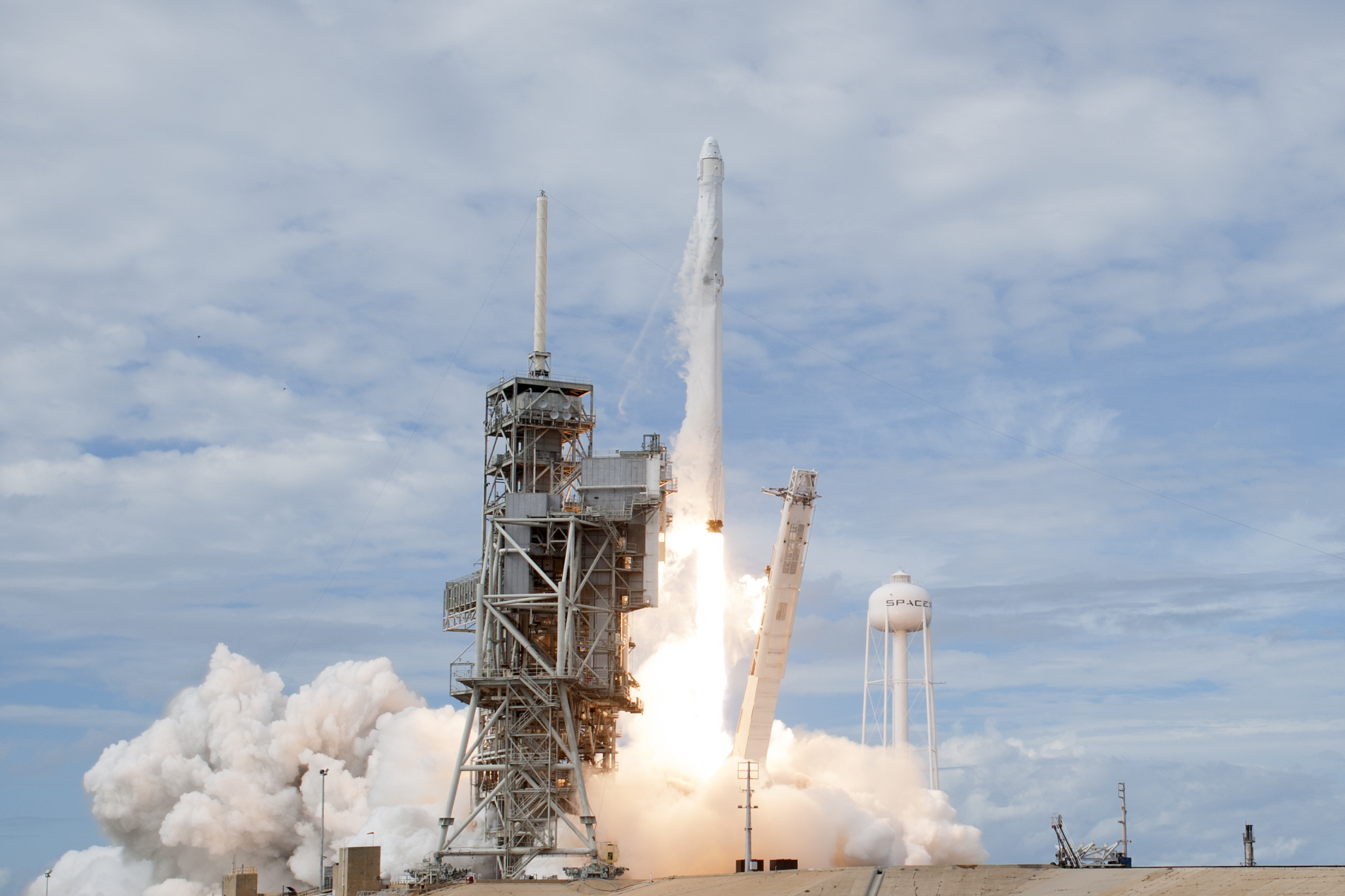
CRS-11ミッションの打ち上げ

CRS-11は、ドラゴン宇宙船を初めて再使用したミッションであり、これによってスペースX社はドラゴン2に注力するために宇宙船の製造ラインを縮小することに繋がった。
CRS-11はケネディ宇宙センター第39発射施設パッドAから2017年6月3日 21:07:38 UTCに打ち上げられた。宇宙船は2017年6月5日にステーションとランデヴーし、その後、ISSと速度、高度、方位を一致させるための一連の噴射を行った。13:37 UTCに捕捉ポイントに到達したのちに、宇宙船はペギー・ウィットソンとジャック・フィッシャーが操作するカナダアーム213:52 UTCに捕捉された。16:07 UTCにハーモニー・モジュール係留された。
ファルコン9の第1段はLZ-1に安全に着陸し、これはファルコンロケットの11回目の着陸成功となった。
CRS-11ドラゴンは、27日強に渡ってISSに留まった。約2,708 kg (5,970 lb)の貨物を搭載したドラゴンは、2017年7月2日の18:00 UTCごろにステーションとの係留を解除した。カナダアーム2によってリリース位置に移されたが、回収エリアの海況が悪かったため、リリースは翌日に延期された。2017年7月3日の06:41 UTC、乗組員がカナダアーム2にドラゴンをリリースするコマンドを送り、その直後に宇宙船はステーションから遠ざかるための一連のスラスター噴射を開始した。ISSを出発しておよそ5時間後、ドラゴンは航法誘導制御（GNC）ベイのドアを閉鎖し、10分間の軌道離脱噴射を行った。その直後に宇宙船は非与圧トランクを投棄し、再突入に向かった。ドラゴンは12:12 UTCにバハ・カリフォルニア沖の太平洋に着水した。

## 主要貨物
NASAはスペースXとCRS-11ミッションの契約を結んでおり、これに従って主要貨物、打ち上げ日時、ドラゴン宇宙カプセルの軌道パラメーターを決定した。CRS-11は総計2,490 kg (5,490 lb)の貨物を国際宇宙ステーションへ輸送した。
これはステーション向けに梱包された与圧貨物1,665 kg (3,671 lb)と、ステーション外部での実験用の非与圧貨物1,002 kg (2,209 lb)からなっていた 。
ISSへの貨物の詳細は以下の通り：
- 科学調査：1,069キログラム (2,357 lb)
  - Advanced Plant Habitat（先進植物栽培器、APH）- NASAとORBITECが開発し、ウィスコンシン州マディソンで組み立てられた貨物。APHは、ISS上での植物バイオサイエンス研究を行うための完全自動化施設[13][14]。
- 乗組員補給物資：242 kg (534 lb)
- 宇宙船ハードウェア：199 kg (439 lb)
- 船外活動装備：56 kg (123 lb)
- コンピューター資材：27 kg (60 lb)
- 外部貨物
  - 伸展式太陽電池アレイ（ROSA）：325 kg (717 lb)
  - 中性子星内部構成探査装置（NICER）：372 kg (820 lb)
  - 地球観測のためのマルチユーザーシステム（英語版）（MUSES）：305 kg (672 lb)

Birds-1の一部として、日本、ナイジェリア、バングラデシュ、ガーナ、モンゴルからそれぞれ1機のCubeSatも搭載された。バングラデシュ（BRAC ONNESHA）、ガーナ（GhanaSat-1）、モンゴル（Mazaalai）はそれぞれの国にとって初めての人工衛星となった。

## ギャラリー
SpaceX CRS-11
- CRS-11の打ち上げ
- LZ-1に着陸するファルコン9
- ISSに捕捉されたドラゴン
- 着水後、回収されたドラゴン